# Miasto papieża
Miasto papieża (ang. Popetown, na okładce wydania DVD znajduje się napis Pope†own – litera T zastąpiona zostaje krzyżem) – kontrowersyjny animowany sitcom, którego głównym bohaterem jest ojciec Nicholas, żyjący w mieście Popetown, będącym parodią Watykanu.
Serial pierwotnie wyemitowany miał zostać przez brytyjską telewizję BBC, nie zdecydowano się jednak na jego emisję ze względu na protesty kościoła rzymskokatolickiego. W całości wyświetlony został jedynie w nowozelandzkiej telewizji C4, gdzie premiera pierwszego odcinka miała miejsce 8 czerwca 2005 roku. Ostatecznie nigdy nie został dopuszczony do emisji telewizyjnej w Wielkiej Brytanii, trafił tam jednak na DVD (premiera: 5 września 2005). Na DVD wydany został także w Australii.

## Opis fabuły
Akcja serialu rozgrywa się w Popetown, będącym parodią Watykanu; zewnętrzny wygląd miasta wzorowany jest na Watykanie, z zachowaniem takich elementów jak plac świętego Piotra. Papieżem jest kilkuletni rozwydrzony chłopiec, a jego opiekunem ojciec Nicholas. W Popetown wyróżniają się jeszcze ciamajdowata i niezbyt rozgarnięta siostra Marie, siostra Penelopa – dziennikarka egoistka – oraz trzech kardynałów, większość czasu spędzających w basenie i zastanawiających się, jak zarobić więcej pieniędzy.

## Kontrowersje

### Nowa Zelandia
Nowozelandzki kościół katolicki rozważa złożenie skargi do Broadcasting Standards Authority (swoisty odpowiednik polskiej Krajowej Rady Radiofonii i Telewizji). Biskupi wezwali do zbojkotowania całego koncernu Canwest, do którego należała m.in. muzyczna telewizja C4. Stacja C4 otrzymała wiele skarg o wyemitowanie serialu, ale odmówiła wszelkich komentarzy ze swojej strony.

### Niemcy
W Niemczech pierwszy odcinek wyemitowano 3 maja 2006 roku na kanale MTV Germany. Serial stał się obiektem ostrej krytyki ze strony niektórych niemieckich chrześcijan i tematem publicznej dyskusji po tym, jak w Wielki Tydzień pokazano jego reklamówkę; przedstawiała ona Jezusa siedzącego w fotelu i oglądającego telewizję oraz hasło laugh instead of veg out. Serial krytykowano wielu Niemców, chociaż mało którzy z nich go widzieli.
Chrześcijańskie kościoły, tak jak i żydowskie i muzułmańskie oraz konserwatywni politycy, zażądali od MTV, aby nie dopuściła do emisji serialu. Ewangelicki magazyn założył stronę przeciwko serialowi, www.stoppt-popetown.de. Arcybiskup Monachium i lider konserwatywnej partii CSU w Bawarii zażądali wszczęcia śledztwa przeciwko twórcom serialu, zarzucając im „bluźnierstwo”, powołując się na paragraf 166. niemieckiego kodeksu karnego. Edmund Stoiber, lider CSU, również zażądał ukarania za obrazę uczuć religijnych. Inne organizacje, jak np. IBKA, stwierdziły, że serial musi zostać dopuszczony do emisji, ponieważ dla cenzury nie może być miejsca. Zwolennicy serialu argumentowali, że Popetown nie może zostać zakazane, kiedy karykatury Mahometa ograniczają wolność prasy.
Po zamieszaniu wokół MTV, kiedy to około osiemdziesiąt siedem procent osób głosujących w internetowej sondzie opowiedziało się za emisją serialu, stacja postanowiła wyemitować wszystkie jego odcinki.

## Ekipa

### Scenarzyści
Serial powstał na podstawie pomysłów kilku scenarzystów; byli to:
- James Bachman
- Mackenzie Crook
- Isabelle Dubernet
- Mark Evans
- Eric Fuhrer
- Phil Ox
- David Quantick

Phil Ox jest także reżyserem i producentem serialu

### Głosy
- Bob Mortimer – ojciec Nicholas
- Ruby Wax – papież
- Morwenna Banks – siostra Marie
- Jerry Hall – siostra Penelope
- Matt Lucas – kardynał #1
- Kevin Eldon – kardynał #2
- Simon Greenall – kardynał #3
- Ben Miller – ksiądz

## Lista odcinków
| N/O            | Tytuł Oryginalny   | Tytuł Niemiecki            | Tytuł Polski   |
| SERIA PIERWSZA | SERIA PIERWSZA     | SERIA PIERWSZA             | SERIA PIERWSZA |
| -------------- | ------------------ | -------------------------- | -------------- |
| 1              | The Double         | Der Doppelgänger           | Sobowtór       |
| 2              | State Visit        | Staatsbesuch               | Wizytacja      |
| 3              | The Big Fight      | Der große Kampf            |                |
| 4              | Trapped            | Gefangen                   |                |
| 5              | Possessed          | Besessen                   |                |
| 6              | The Beautiful Game | Das schöne Spiel           |                |
| 7              | A Family Affair    | Eine Familienangelegenheit |                |
| 8              | Career Opportunity | Karrieremöglichkeiten      |                |
| 9              | Day Trip           | Tagesausflug               |                |
| 10             | Derby Day          | Derby-Tag                  |                |